# Ariane (raketa)
Ariane europska jednokratna raketa za slanje satelita i satelitskih sustava u Svemir. Služi većinom za civilnu upotrebu. Ime dolazi od francuske riječi Ariadne. Ariane projekt je prihvaćen 1973. na prijedlog Francuske nakon niza pregovora između Francuske, Njemačke i Ujedinjenog Kraljevstva. Ariana je bio drugi pokušaj Zapadne Europe da razvije vlastiti raketni sustav sposoban za nošenje velike količine tereta u orbitu Zemlje. Najveći korisnik raketa Ariane je Europska svemirska agencija.
1980. godine je nastao koncern Arianespace koji se počinje baviti izradom raketa Ariane uglavnom u komercijalne svrhe. Arianespace lansira Ariane rakete iz Guiana Space Centre koji se nalazi u Kourou u Francuskoj Gvajani, gdje blizina Ekvatora posebno pogoduje lansiranju letjelica u orbitu.

## Inačice raketa
Postoji nekoliko verzija rakete Ariane:
- Ariane 1, prvo lansiranje 1979.
- Ariane 2, prvo uspješno lansiranje 1987. (prvo lansiranje 1986. nije uspjelo)
- Ariane 3, prvo lansiranje 1984.
- Ariane 4, prvo lansiranje 1988.
- Ariane 5, prvo uspješno lansiranje 1997. (prvo lansiranje 1996. nije uspjelo).

## Vanjske poveznice
- Arianespace stranice
- ESA stranice
- Noris Rakete web
- Modeli ESA-inih letjelica